# 陶乐镇
陶乐镇，是中华人民共和国宁夏回族自治区石嘴山市平罗县下辖的一个乡镇级行政单位。

## 行政区划
陶乐镇下辖以下地区：
东街社区、西街社区、王家庄村、东园村、马太沟村、施家台子村、良繁场和治沙林场。